# Bélgica en la Copa Mundial de Fútbol de 1970
Bélgica es una de las 16 selecciones participantes en la Copa Mundial de Fútbol de México 1970, la que es su quinta participación en un mundial.

## Clasificación

### Grupo 6
| Pos. | País       | Pts | J | G | E | P | GF | GC | GD  |
| ---- | ---------- | --- | - | - | - | - | -- | -- | --- |
| 1    | Bélgica    | 9   | 6 | 4 | 1 | 1 | 14 | 8  | +6  |
| 2    | Yugoslavia | 7   | 6 | 3 | 1 | 2 | 19 | 7  | +12 |
| 3    | España     | 6   | 6 | 2 | 2 | 2 | 10 | 6  | +4  |
| 4    | Finlandia  | 2   | 6 | 1 | 0 | 5 | 6  | 28 | −22 |

| 19-6-1968 | Finlandia | 1–2     | Bélgica                      | Helsinki Olympic Stadium, Helsinki |                      |
|           | Flink 15' | Reporte | Devrindt 85' · Polleunis 89' | Árbitro(s): Zvieriev               | Árbitro(s): Zvieriev |

| 9-10-1968 | Bélgica                                                     | 6–1     | Finlandia           | Regenboogstadion, Waregem |                      |
|           | Puis 16' (pen.) 77' · Polleunis 30' 39' 63' · Semmeling 49' | Reporte | Lindholm 88' (pen.) | Árbitro(s): Biroczky      | Árbitro(s): Biroczky |

| 16-10-1968 | Bélgica                          | 3–0     | Yugoslavia | Émile Versé Stadium, Brussels |                     |
|            | Devrindt 35' 73' · Polleunis 84' | Reporte |            | Árbitro(s): Krnavek           | Árbitro(s): Krnavek |

| 11-12-1968 | España     | 1–1     | Bélgica     | Santiago Bernabéu, Madrid |                    |
|            | Gárate 75' | Reporte | Devrindt 3' | Árbitro(s): Garcia        | Árbitro(s): Garcia |

| 23-2-1969 | Bélgica          | 2–1     | España     | Stade Maurice Dufrasne, Liège |                      |
|           | Devrindt 33' 83' | Reporte | Asensi 84' | Árbitro(s): Sörensen          | Árbitro(s): Sörensen |

| 19-10-1969 | Yugoslavia                                | 4–0     | Bélgica | Skopje, Yugoslavia     |                        |
|            | Belin 2' · Spasovski 31' 33' · Džajić 51' | Reporte |         | Árbitro(s): Piotrowicz | Árbitro(s): Piotrowicz |

## Jugadores
Estos fueron los 22 jugadores convocados para el torneo:

## Resultados
Bélgica fue eliminada en el grupo 1.
| País            | J | G | E | P | GF | GC | GD | PTS |
| --------------- | - | - | - | - | -- | -- | -- | --- |
| Unión Soviética | 3 | 2 | 1 | 0 | 6  | 1  | +5 | 5   |
| México          | 3 | 2 | 1 | 0 | 5  | 0  | +5 | 5   |
| Bélgica         | 3 | 1 | 0 | 2 | 4  | 5  | −1 | 2   |
| El Salvador     | 3 | 0 | 0 | 3 | 0  | 9  | −9 | 0   |

### Contra El Salvador
| 3 de junio de 1970 | Bélgica                               | 3–0     | El Salvador | Estadio Azteca, Ciudad de México                             |                                                              |
|                    | Van Moer 12' 54' · Lambert 79' (pen.) | Reporte |             | Asistencia: 92,205 espectadores Árbitro(s): Andrei Rădulescu | Asistencia: 92,205 espectadores Árbitro(s): Andrei Rădulescu |

| 1  | PO | Christian Piot    |     |
| 2  | DF | Georges Heylens   |     |
| 3  | DF | Jean Thissen      |     |
| 4  | DF | Nicolas Dewalque  |     |
| 6  | MC | Jean Dockx        |     |
| 7  | MC | Léon Semmeling    | 79' |
| 8  | MC | Wilfried Van Moer |     |
| 9  | DE | Johan Devrindt    |     |
| 10 | DE | Paul Van Himst    |     |
| 11 | DE | Wilfried Puis     |     |
| 18 | DE | Raoul Lambert     |     |
| DT | DT | Raymond Goethals  |     |

| 1  | PO | Raúl Magaña         |     |
| 2  | DF | Roberto Rivas       |     |
| 3  | DF | Salvador Mariona    |     |
| 5  | DF | Saturnino Osorio    |     |
| 14 | DF | Mauricio Manzano    | 67' |
| 6  | MC | José Quintanilla    |     |
| 7  | MC | Mauricio Rodríguez  | 80' |
| 8  | MC | Jorge Vásquez       |     |
| 9  | MC | Juan Ramón Martínez |     |
| 10 | DE | Salvador Flamenco   |     |
| 11 | DE | Ernesto Aparicio    |     |
| DT | DT | Hernán Carrasco     |     |

| 16 | MC | Odilon Polleunis | 79' |

| 4  | DF | Santiago Cortés | 67' |
| 16 | MC | Genaro Sermeño  | 80' |

| Anotado         | 12' | Wilfried Van Moer |
| Anotado         | 54' | Wilfried Van Moer |
| Anotado · Penal | 76' | Raoul Lambert     |

| Árbitro             | Andrei Rădulescu |
| Árbitros asistentes | Rudi Glöckner    |
| Árbitros asistentes | Kurt Tschenscher |

| 1  | PO | Christian Piot    |     |
| 2  | DF | Georges Heylens   |     |
| 3  | DF | Jean Thissen      |     |
| 4  | DF | Nicolas Dewalque  |     |
| 6  | MC | Jean Dockx        |     |
| 7  | MC | Léon Semmeling    | 79' |
| 8  | MC | Wilfried Van Moer |     |
| 9  | DE | Johan Devrindt    |     |
| 10 | DE | Paul Van Himst    |     |
| 11 | DE | Wilfried Puis     |     |
| 18 | DE | Raoul Lambert     |     |
| DT | DT | Raymond Goethals  |     |

| 1  | PO | Raúl Magaña         |     |
| 2  | DF | Roberto Rivas       |     |
| 3  | DF | Salvador Mariona    |     |
| 5  | DF | Saturnino Osorio    |     |
| 14 | DF | Mauricio Manzano    | 67' |
| 6  | MC | José Quintanilla    |     |
| 7  | MC | Mauricio Rodríguez  | 80' |
| 8  | MC | Jorge Vásquez       |     |
| 9  | MC | Juan Ramón Martínez |     |
| 10 | DE | Salvador Flamenco   |     |
| 11 | DE | Ernesto Aparicio    |     |
| DT | DT | Hernán Carrasco     |     |

| 16 | MC | Odilon Polleunis | 79' |

| 4  | DF | Santiago Cortés | 67' |
| 16 | MC | Genaro Sermeño  | 80' |

| Anotado         | 12' | Wilfried Van Moer |
| Anotado         | 54' | Wilfried Van Moer |
| Anotado · Penal | 76' | Raoul Lambert     |

| Árbitro             | Andrei Rădulescu |
| Árbitros asistentes | Rudi Glöckner    |
| Árbitros asistentes | Kurt Tschenscher |

### Contra Unión Soviética
| 6 de junio de 1970 | Unión Soviética                                     | 4–1     | Bélgica     | Estadio Azteca, Ciudad de México                            |                                                             |
|                    | Byshovets 14' 63' · Asatiani 57' · Khmelnytskyi 76' | Reporte | Lambert 86' | Asistencia: 95,261 espectadores Árbitro(s): Rudolf Scheurer | Asistencia: 95,261 espectadores Árbitro(s): Rudolf Scheurer |

| 2  | PO | Anzor Kavazashvili   |     |
| 3  | DF | Valentin Afonin      |     |
| 4  | DF | Revaz Dzodzuashvili  | 73' |
| 5  | DF | Vladimir Kaplichny   | 34' |
| 8  | DF | Murtaz Khurtsilava   |     |
| 9  | DF | Albert Shesternyov   |     |
| 11 | MC | Kakhi Asatiani       |     |
| 14 | MC | Vladimir Muntyan     |     |
| 16 | DE | Anatoliy Byshovets   |     |
| 17 | DE | Gennady Yevriuzhikin |     |
| 21 | DE | Vitaliy Khmelnytskyi |     |
| DT | DT | Gavril Kachalin      |     |

| 1  | PO | Christian Piot    |
| 2  | DF | Georges Heylens   |
| 3  | DF | Jean Thissen      |
| 4  | DF | Nicolas Dewalque  |
| 5  | DF | Léon Jeck         |
| 6  | MC | Jean Dockx        |
| 7  | MC | Léon Semmeling    |
| 8  | MC | Wilfried Van Moer |
| 10 | DE | Paul Van Himst    |
| 11 | DE | Wilfried Puis     |
| 18 | DE | Raoul Lambert     |
| DT | DT | Raymond Goethals  |

| 6  | DF | Evgeny Lovchev   | 34' |
| 12 | DF | Nikolay Kiselyov | 73' |

| Anotado | 14' | Anatoliy Byshovets   |
| Anotado | 57' | Kakhi Asatiani       |
| Anotado | 63' | Anatoliy Byshovets   |
| Anotado | 76' | Vitaliy Khmelnytskyi |

| Anotado | 86' | Raoul Lambert |

| Árbitro             | Rudolf Scheurer |
| Árbitros asistentes | Henry Landauer  |
| Árbitros asistentes | Bobby Davidson  |

| 2  | PO | Anzor Kavazashvili   |     |
| 3  | DF | Valentin Afonin      |     |
| 4  | DF | Revaz Dzodzuashvili  | 73' |
| 5  | DF | Vladimir Kaplichny   | 34' |
| 8  | DF | Murtaz Khurtsilava   |     |
| 9  | DF | Albert Shesternyov   |     |
| 11 | MC | Kakhi Asatiani       |     |
| 14 | MC | Vladimir Muntyan     |     |
| 16 | DE | Anatoliy Byshovets   |     |
| 17 | DE | Gennady Yevriuzhikin |     |
| 21 | DE | Vitaliy Khmelnytskyi |     |
| DT | DT | Gavril Kachalin      |     |

| 1  | PO | Christian Piot    |
| 2  | DF | Georges Heylens   |
| 3  | DF | Jean Thissen      |
| 4  | DF | Nicolas Dewalque  |
| 5  | DF | Léon Jeck         |
| 6  | MC | Jean Dockx        |
| 7  | MC | Léon Semmeling    |
| 8  | MC | Wilfried Van Moer |
| 10 | DE | Paul Van Himst    |
| 11 | DE | Wilfried Puis     |
| 18 | DE | Raoul Lambert     |
| DT | DT | Raymond Goethals  |

| 6  | DF | Evgeny Lovchev   | 34' |
| 12 | DF | Nikolay Kiselyov | 73' |

| Anotado | 14' | Anatoliy Byshovets   |
| Anotado | 57' | Kakhi Asatiani       |
| Anotado | 63' | Anatoliy Byshovets   |
| Anotado | 76' | Vitaliy Khmelnytskyi |

| Anotado | 86' | Raoul Lambert |

| Árbitro             | Rudolf Scheurer |
| Árbitros asistentes | Henry Landauer  |
| Árbitros asistentes | Bobby Davidson  |

### Contra México
| 11 de junio de 1970 | México          | 1–0     | Bélgica | Estadio Azteca, Ciudad de México                                     |                                                                      |
|                     | Peña 14' (pen.) | Reporte |         | Asistencia: 108,192 espectadores Árbitro(s): Ángel Norberto Coerezza | Asistencia: 108,192 espectadores Árbitro(s): Ángel Norberto Coerezza |

| 1  | PO | Ignacio Calderón   |     |
| 3  | DF | Gustavo Peña       |     |
| 5  | DF | Mario Pérez        |     |
| 13 | DF | José Vantolrá      |     |
| 14 | DF | Javier Guzmán      |     |
| 8  | MC | Antonio Munguía    |     |
| 15 | MC | Héctor Pulido      |     |
| 17 | MC | José Luis González |     |
| 11 | DE | Aarón Padilla      |     |
| 19 | DE | Javier Valdivia    | 46' |
| 21 | DE | Javier Fragoso     |     |
| DT | DT | Raúl Cárdenas      |     |

| 1  | PO | Christian Piot    |     |
| 2  | DF | Georges Heylens   |     |
| 3  | DF | Jean Thissen      |     |
| 4  | DF | Nicolas Dewalque  |     |
| 5  | DF | Léon Jeck         |     |
| 6  | MC | Jean Dockx        |     |
| 7  | MC | Léon Semmeling    |     |
| 8  | MC | Wilfried Van Moer |     |
| 10 | DE | Paul Van Himst    |     |
| 11 | DE | Wilfried Puis     |     |
| 16 | DE | Odilon Polleunis  | 65' |
| DT | DT | Raymond Goethals  |     |

| 20 | DE | Ignacio Basaguren | 46' |

| 9 | DE | Johan Devrindt | 65' |

| Anotado · Penal | 14' | Gustavo Peña |

| Amonestado | 19' | Javier Valdivia |
| Amonestado | 29' | Gustavo Peña    |

| Amonestado | 15' | Paul Van Himst   |
| Amonestado | 29' | Jean Thissen     |
| Amonestado | 62' | Odilon Polleunis |

| Árbitro             | Ángel Coerezza    |
| Árbitros asistentes | Henry Landauer    |
| Árbitros asistentes | Rafael Hormazábal |

| 1  | PO | Ignacio Calderón   |     |
| 3  | DF | Gustavo Peña       |     |
| 5  | DF | Mario Pérez        |     |
| 13 | DF | José Vantolrá      |     |
| 14 | DF | Javier Guzmán      |     |
| 8  | MC | Antonio Munguía    |     |
| 15 | MC | Héctor Pulido      |     |
| 17 | MC | José Luis González |     |
| 11 | DE | Aarón Padilla      |     |
| 19 | DE | Javier Valdivia    | 46' |
| 21 | DE | Javier Fragoso     |     |
| DT | DT | Raúl Cárdenas      |     |

| 1  | PO | Christian Piot    |     |
| 2  | DF | Georges Heylens   |     |
| 3  | DF | Jean Thissen      |     |
| 4  | DF | Nicolas Dewalque  |     |
| 5  | DF | Léon Jeck         |     |
| 6  | MC | Jean Dockx        |     |
| 7  | MC | Léon Semmeling    |     |
| 8  | MC | Wilfried Van Moer |     |
| 10 | DE | Paul Van Himst    |     |
| 11 | DE | Wilfried Puis     |     |
| 16 | DE | Odilon Polleunis  | 65' |
| DT | DT | Raymond Goethals  |     |

| 20 | DE | Ignacio Basaguren | 46' |

| 9 | DE | Johan Devrindt | 65' |

| Anotado · Penal | 14' | Gustavo Peña |

| Amonestado | 19' | Javier Valdivia |
| Amonestado | 29' | Gustavo Peña    |

| Amonestado | 15' | Paul Van Himst   |
| Amonestado | 29' | Jean Thissen     |
| Amonestado | 62' | Odilon Polleunis |

| Árbitro             | Ángel Coerezza    |
| Árbitros asistentes | Henry Landauer    |
| Árbitros asistentes | Rafael Hormazábal |